# Drozd tibetský
Drozd tibetský (Turdus maximus) je druh ptáka z čeledi drozdovitých. Vyskytuje se v Himálaji od severního Pákistánu po jihovýchodní Tibet. Původně byl popsán jako samostatný druh Henrym Seebohmem v roce 1881. Do roku 2008 byl považován za poddruh kosa černého, ovšem fylogenetické důkazy ukázaly, že je s tímto druhem příbuzný jen vzdáleně.

## Popis
Poměrně velký pták, měří 23–28 cm. Samci jsou celí černohnědí s tmavším opeřením na hlavě, hrudi, křídlech a ocase. Zobák mají matně oranžově žlutý. Samice mají hnědší spodinu těla a slabé pruhování na hrdle; zobák je matně tmavě žlutý. Mláďata jsou podobná samicím, ale hřbet mají šedavě hnědý; na hrdle a na břiše je šedavě hnědé pruhování. Na rozdíl od kosa černého nemá drozd tibetský okolo očí žlutý kroužek a jeho hlasový projev postrádá švitoření a trylkování.

## Rozšíření a habitat
Drozd tibetský se vyskytuje v Himálaji v Indii, Pákistánu, Nepálu, Bhútánu a Číně. V hnízdním období obývá strmé travnaté skalnaté svahy a vysokohorské louky těsně nad hranicí stromů. Obvykle se vyskytuje v nadmořské výšce 3200–4800 m, v zimě sestupuje do nižších poloh, ale jen zřídka pod 3000 m n. m.

## Ekologie
Je všežravý, živí se bezobratlými, ještěrkami, ovocem a semeny. Hnízdění probíhá od května do července, s vrcholem v červnu až začátkem července. Hnízdo je vyrobeno z bláta, zvířecích chlupů a jemné trávy. Smice snáší tři až čtyři vejce.

## Status
Mezinárodní svaz ochrany přírody uvádí drozda tibetského jako málo dotčený vzhledem k jeho rozsáhlému areálu a populaci, která se zřejmě zvětšuje.